# З
З (minuskule з) je písmeno cyrilice.
V některých jazycích se vyskytují varianty písmena З:
- З́ - černohorština,
- Ӟ - udmurtština,
- Ҙ - baškirština.

V latince písmenu З odpovídá písmeno Z (z), v řeckém písmu v moderní řečtině mu odpovídá písmeno Ζ (ζ), v gruzínském písmu písmeno ზ a v arménském písmu písmeno Զ (զ).
V hlaholici písmenu З odpovídá písmeno Ⰸ.